# Association sportive Saint-Quentin football féminin
Maillots
L'Association Sportive Saint-Quentin Football Féminin est un club de football féminin français basé à Saint-Quentin et fondé en 1980. 
Les Saint-Quentinoises atteignent pour la première fois de leur histoire la Division 1 en 1982, après plusieurs saisons passées dans les divisions de la Ligue de Picardie. Après un passage rapide dans l'élite, le club retrouve la Division 2 et divisions inférieures jusqu'en 1997 et son retour en première division. Au début des années 2000, le club entame une lente descente qui va le mener de la Division 2 aux différentes divisions régionales. 
L'équipe fanion du club participe à la Division d'Honneur de Picardie et évolue sur le stade Philippe Roth.

## Palmarès
Le tableau suivant liste le palmarès du club actualisé à l'issue de la saison 2011-2012 dans les différentes compétitions officielles au niveau national et régional.
| Compétitions régionales     | Équipes de jeunes           |
| Votre aide est la bienvenue | Votre aide est la bienvenue |

## Bilan saison par saison
Le tableau suivant retrace le parcours du club depuis la création du club en 1980.
| Édition   | Division 1 | Division 2             | Division 3             | Divisions Régionales                    | Coupe de France     |
| 1980-1982 | -          | Championnat inexistant | Championnat inexistant | …                                       | Coupe inexistante   |
| 1982-1983 | 5e (Gr. A) | -                      | Championnat inexistant | -                                       | Coupe inexistante   |
| 1983-1984 | -          | Finaliste              | Championnat inexistant | -                                       | Coupe inexistante   |
| 1984-1985 | -          | 3e (Gr. C)             | Championnat inexistant | -                                       | Coupe inexistante   |
| 1985-1986 | -          | 5e (Gr. A)             | Championnat inexistant | -                                       | Coupe inexistante   |
| 1986-1996 | …          | …                      | Championnat inexistant | -                                       | Coupe inexistante   |
| 1996-1997 | -          | non connu              | Championnat inexistant | -                                       | Coupe inexistante   |
| 1997-1998 | 7e         | -                      | Championnat inexistant | -                                       | Coupe inexistante   |
| 1998-1999 | 11e        | -                      | Championnat inexistant | -                                       | Coupe inexistante   |
| 1999-2000 | -          | non connu              | Championnat inexistant | -                                       | Coupe inexistante   |
| 2000-2001 | -          | 3e (Gr. A)             | Championnat inexistant | -                                       | Coupe inexistante   |
| 2001-2002 | -          | 2e (Gr. A)             | Championnat inexistant | -                                       | 16e de finale       |
| 2002-2003 | -          | 6e (Gr. A)             | -                      | -                                       | 8e de finale        |
| 2003-2004 | -          | 5e (Gr. A)             | -                      | -                                       | non connu           |
| 2004-2005 | -          | 10e (Gr. A)            | -                      | -                                       | 16e de finale       |
| 2005-2006 | -          | -                      | 8e (Gr. A)             | -                                       | non connu           |
| 2006-2007 | -          | -                      | 10e (Gr. C)            | -                                       | 16e de finale       |
| 2007-2008 | -          | -                      | -                      | 2e (Division d'Honneur)                 | non connu           |
| 2008-2009 | -          | -                      | -                      | …                                       | 1er Tour Fédéral    |
| 2009-2010 | -          | -                      | -                      | 5e (Division d'Honneur)                 | non connu           |
| 2010-2011 | -          | -                      | Championnat inexistant | 4e (Phase 1 DH) 3e (Phase 2 DH)         | non connu           |
| 2011-2012 | -          | -                      | Championnat inexistant | 1er (Division d'Honneur) 2e (CIR Gr. A) | 32e de finale       |
| 2012-2013 | -          | -                      | Championnat inexistant | Compétition à venir                     | Compétition à venir |